# Burtis Island
Burtis Island ist eine Insel vor der Bakutis-Küste des westantarktischen Marie-Byrd-Lands. Sie liegt 16 km östlich des Kap Dart von Siple Island.
Der United States Geological Survey kartierte sie anhand eigener Vermessungen und Luftaufnahmen der United States Navy aus den Jahren von 1962 bis 1965. Das Advisory Committee on Antarctic Names benannte sie 1966 nach William J. Burtis, Ionosphärenphysiker auf der Byrd-Station im Jahr 1965.